# Supergrup de la brackebuschita
El supergrup de la brackebuschita és un grup de minerals de la classe dels fosfats que cristal·litzen en el sistema monoclínic. El grup està format per setze espècies minerals: aldomarinoïta, arsenbrackebuschita, arsentsumebita, bearthita, brackebuschita, bushmakinita, calderonita, canosioïta, feinglosita, ferribushmakinita, gamagarita, goedkenita, grandaïta, lombardoïta, tokyoïta i tsumebita. És un grup format per oxisals amb fórmula general: M2+
2 M3+(TO₄)₂(OH), on M2+ = Ca, Ba, Sr o Pb, i M3+ = Al, Fe, Mn...
| Espècie             | Fórmula              |
| ------------------- | -------------------- |
| Aldomarinoïta       | Sr₂Mn3+(AsO₄)₂(OH)   |
| Arsenbrackebuschita | Pb₂Fe3+(AsO₄)₂(OH)   |
| Arsentsumebita      | Pb₂Cu(AsO₄)(SO₄)(OH) |
| Bearthita           | Ca₂Al(PO₄)₂(OH)      |
| Brackebuschita      | Pb₂Mn3+(VO₄)₂(OH)    |
| Bushmakinita        | Pb₂Al(PO₄)(VO₄)(OH)  |
| Calderonita         | Pb₂Fe3+(VO₄)₂(OH)    |
| Canosioïta          | Ba₂Fe3+(AsO₄)₂(OH)   |

| Espècie           | Fórmula               |
| ----------------- | --------------------- |
| Feinglosita       | Pb₂Zn(AsO₄)₂·H₂O      |
| Ferribushmakinita | Pb₂Fe3+(PO₄)(VO₄)(OH) |
| Gamagarita        | Ba₂Fe3+(VO₄)₂(OH)     |
| Goedkenita        | Sr₂Al(PO₄)₂(OH)       |
| Grandaïta         | Sr₂Al(AsO₄)₂(OH)      |
| Lombardoïta       | Ba₂Mn3+(AsO₄)₂(OH)    |
| Tokyoïta          | Ba₂Mn3+(VO₄)₂(OH)     |
| Tsumebita         | Pb₂Cu(PO₄)(SO₄)(OH)   |

Segons la classificació de Nickel-Strunz els minerals que integren aquest grup pertanyen a "08.BG: Fosfats, etc. amb anions addicionals, sense H₂O, amb cations de mida mitjana i gran, (OH, etc.):RO₄ = 0,5:1» juntament amb la calderonita, la melonjosephita i la tancoïta.
Als territoris de parla catalana ha estat descrita la calderonita a la mina Maria Magdalena, a la localitat d'Ulldemolins (Priorat).